# Římskokatolická farnost Míčov
Římskokatolická farnost Míčov je územním společenstvím římských katolíků v rámci chrudimského vikariátu královéhradecké diecéze.

## O farnosti

### Historie
První zmínka o kostele sv. Matouše v Míčově je z roku 1349, kdy je zmiňován jako farní, podací právo ke kostelu měl český král. Kostel byl v 19. století novogoticky přestavěn. Farnost přestala být zhruba v polovině 20. století obsazována sídelním duchovním správcem, a přičleněna ex currendo k Ronovu nad Doubravou.

#### Přehled duchovních správců
Z nejstarších plebánů jsou známi:
- 1358 Jan († 1358)

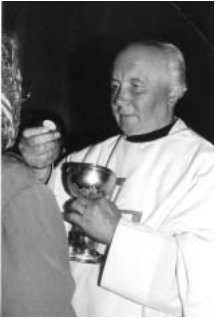
R.D. Karel Pecháček, administrátor v letech 1943–1945

- 1358–1377 Jan ze Štěpánova († 1377), ustanoven Karlem IV.
- 1377 Martin ze Štěpánova, ustanoven královnou Alžbětou
- 1391 Apollinář, 13. září 1391 ustanoven za kanovníka do Mělníka

Později, do roku 1782 byl Míčov a jeho filiální obce součástí farnosti Ronov nad Doubravou, roku 1782 byla v Míčově zřízená lokálie povýšená v roce 1856 na farnost.
- 1782–1787 R.D. Karel Roztočil (13. dubna 1754 Krchleby – 15. srpna 1833 Ronov nad Doubravou) kaplan z Ronova
- 1787–1788 R.D. Antonín Stoupa, kaplan z Ronova
- 1788–1788 R.D. Josef Bittner, kaplan z Ronova
- 1789–1807 R.D. Josef Čížek, farář
- 1807–1830 R.D. Didacus Tichý, farář (1751 – 7. prosince 1830 Míčov)
- 1830–1852 R.D. Ferdinand Chmelík
- 1852–1857 R.D. František Holešovský, farář (1804 – 27. srpna 1857 Míčov)
- 1857–1858 R.D. Josef Ott, farář (4. listopadu1816 Dolany – 3. prosince 1873 Číhošť) odešel do Číhošti
- 1858–1864 R.D. Ferdinand Šobr, farář (22. února 1805 Nové Město n. M. – 15. února 1874 Ronov n.    Doubravou), později farář v Ronově nad Doubravou
- 1865–1882 R.D. Josef Kašpar, farář (9. dubna 1819 Nedošín – ?), odešel do Číbuzi
- 1882–1883 R.D. Václav Kohout (15. listopadu 1846 Lužec – 26. dubna 1917 Libáň)
- 1883–1890 R.D. Josef Jakl (2. září 1819 Brandýs nad Orlicí – 16. ledna 1891 Ronov n. Doubravou), později farář v Ronově n. D.
- 1890–1890 R.D. Václav Hák (1. září 1865 Služátky – 9. května 1920 Žumberk)
- 1890–1890 R.D. František Vaňhálek, farář (5. dubna 1843 Vlhošť – 26. července 1891 Heřmanův Městec)
- 1891–1891 R.D. František Rybyšár (19. dubna 1857 Zaječice – 30. května 1918 Seč)
- 1891–1903 R.D. Jan Alois Adler, farář (16. května 1850 Rosochatec – 16. listopadu 1903 Míčov)
- 1903–1942 R.D. František Opřátko, kons. rada a děkan (30. listopadu 1864 Hradec Králové –  8. prosince 1942 Míčov)
- 1943–1943 R.D. František Schöffer (10. března 1911 Žarošice – 25. října 1975 Ždírec u Polné),  kaplan z Ronova n. D., později farář v Keblově a ve Ždírci u Polné
- 1943–1945 R.D. Karel Pecháček (13. dubna 1917 Dolní Čermná – 15. srpna 1993 Lipnice nad Sázavou), později administrátor v Úsobí
- 1945–1948 R.D. Vladimír Hájek (23. července 1910 Horní Cerekev – 22. prosince 1987 Hradec nad Svitavou)
- 1948–1963 R.D. Antonín Šídlo (8. března 1912 Ronov nad Doubravou – 17. října 1989 Moravec),  předtím kaplan ve Smidarech
- 1963–1968 R.D. Josef Mokrý  (19. prosince 1926 Nížkov – 25. února 2017 Stará Boleslav) excurrendo z Ronova nad Doubravou
- 1968–1980 R.D. Antonín Šídlo (8. března 1912 Ronov nad Doubravou – 17. října 1989 Moravec), předtím administrátor v Nových Hradech, poté na Moravci
- 1981–1986 R.D. Josef Mokrý, farář (19. prosince 1926 Nížkov – 25. února 2017 Stará Boleslav) excurrendo z Ronova nad Doubravou
- 1986 (srpen) R.D. Václav Jakubec (8. září 1923 Ústí nad Orlicí – 5. ledna 2004 Bylany u Chrudimi, při autonehodě), administrátor excurrendo z Heřmanova Městce
- 1986–2015 R.D. Josef Mokrý, farář (19. prosince 1926 Nížkov – 25. února 2017 Stará Boleslav), excurrendo z Ronova nad Doubravou
- 2015–2015 R.D. Mgr. Josef Pikhart (ex currendo ze Žlebů), (* 3. ledna 1960)
- 2015–2018 R.D. Mgr. Pavel Jäger (excurrendo z Hoješína, farnost Chotěboř) později administrátor ve Světlé nad Sázavou. a Číhošti
  - 2015–2017 R.D. Josef Mokrý (výpomocný duchovní) (19. prosince 1925 Nížkov – 25. února 2017 Stará Boleslav)
  - 2016–2017 R.D. Mgr. Filip Foltán (výpomocný duchovní)
- 2018–dosud R.D. Mgr. Milan Vrbiak, farář a děkan (excurrendo z Ronova nad Doubravou) (* 1960)

### Současnost
Farnost byla do roku 2015 spravována z Ronova nad Doubravou. Poté začala být spolu s Ronovem spravována knězem, dojíždějícím z Hoješína u Seče, od roku 2018 opět farářem z Ronova. Fara byla z majetku farnosti převedena salesiánům, a ti jí využívají pro aktivity Salesiánského střediska mládeže v Pardubicích.
| Kostel                 | Obrázek | Místo    | Bohoslužba             | Bohoslužba             | Poznámka     |
| ---------------------- | ------- | -------- | ---------------------- | ---------------------- | ------------ |
| Kostel svatého Matouše |         | Míčov    | sobota                 | 18.00                  | farní kostel |
| Kaple                  |         | Skoranov | neslouží se pravidelně | neslouží se pravidelně | obecní kaple |